# Accademia reale svedese delle scienze
L'Accademia reale svedese delle scienze (Kungliga Vetenskapsakademien) è una delle accademie reali svedesi, con sede a Stoccolma. Venne fondata nel 1739 dal re Federico I di Svezia e dal cofondatore Carl Wilhelm Cederhielm e continua a rivestire un ruolo rilevante quale organizzazione indipendente nello sviluppo delle scienze naturali e della matematica.

## Premi
Sono le commissioni dell'Accademia reale svedese delle scienze a occuparsi dell'assegnazione dei premi Nobel in fisica e chimica, e il premio della Banca di Svezia.
L'Accademia gestisce, inoltre, il premio Crafoord, conferito a personalità di vari campi della ricerca scientifica.

## Membri illustri
- Jean Sylvain Bailly
- Nicolas de Condorcet
- Charles Darwin
- Pierre-Élisabeth de Fontanieu
- Friedrich von Hefner-Alteneck
- Friedrich Ludwig Kreysig
- Domenico Michelessi
- Carl Wilhelm Oseen
- Peter Jacob Hjelm